# Тракторная улица (Санкт-Петербург)
Тра́кторная улица — улица в Кировском районе Санкт-Петербурга. Проходит от проспекта Стачек до Сивкова переулка или до Балтийской улицы в районе Нарвской заставы.

## История
Ранее здесь находился Крылов переулок (отсюда название «Крыловский участок»). Названа в 1926 году в память о выпуске первых тракторов на заводе «Красный путиловец» (ныне «Кировский завод»).
Застройка небольшой улицы представляет уникальный единый ансамбль жилого массива для рабочих, построенного в 1925—1927 годах для рабочих Нарвской заставы (арх. А. И. Гегелло, А. С. Никольский, Г. А. Симонов и Н. Ф. Демков) из 16 трёх- и четырёхэтажных домов, вытянутых вдоль улицы, с двух-четырёхкомнатными квартирами для одной или двух семей. В ходе проектирования изучался передовой зарубежный опыт, Г. А. Симонов был командирован для этого в Германию и Швецию.
Торжественная закладка первых домов состоялась 8 апреля 1925 года.
Корпуса расположены с промежутками, проезд превращён в аллею, в конце которой организована небольшая площадь, улица и дворы озеленены. Ближе к проспекту Стачек улица раздвигается уступами и, резко расширяясь, «вливается» в магистраль. Это место оформлено более высокими — четырёхэтажными — домами. Перспективы улицы замыкается стоящей на противоположной стороне проспекта школой им. 10-летия Октября, построенной под руководством А. С. Никольского в это же время. Корпуса на противоположных сторонах улицы не повторяются зеркально.

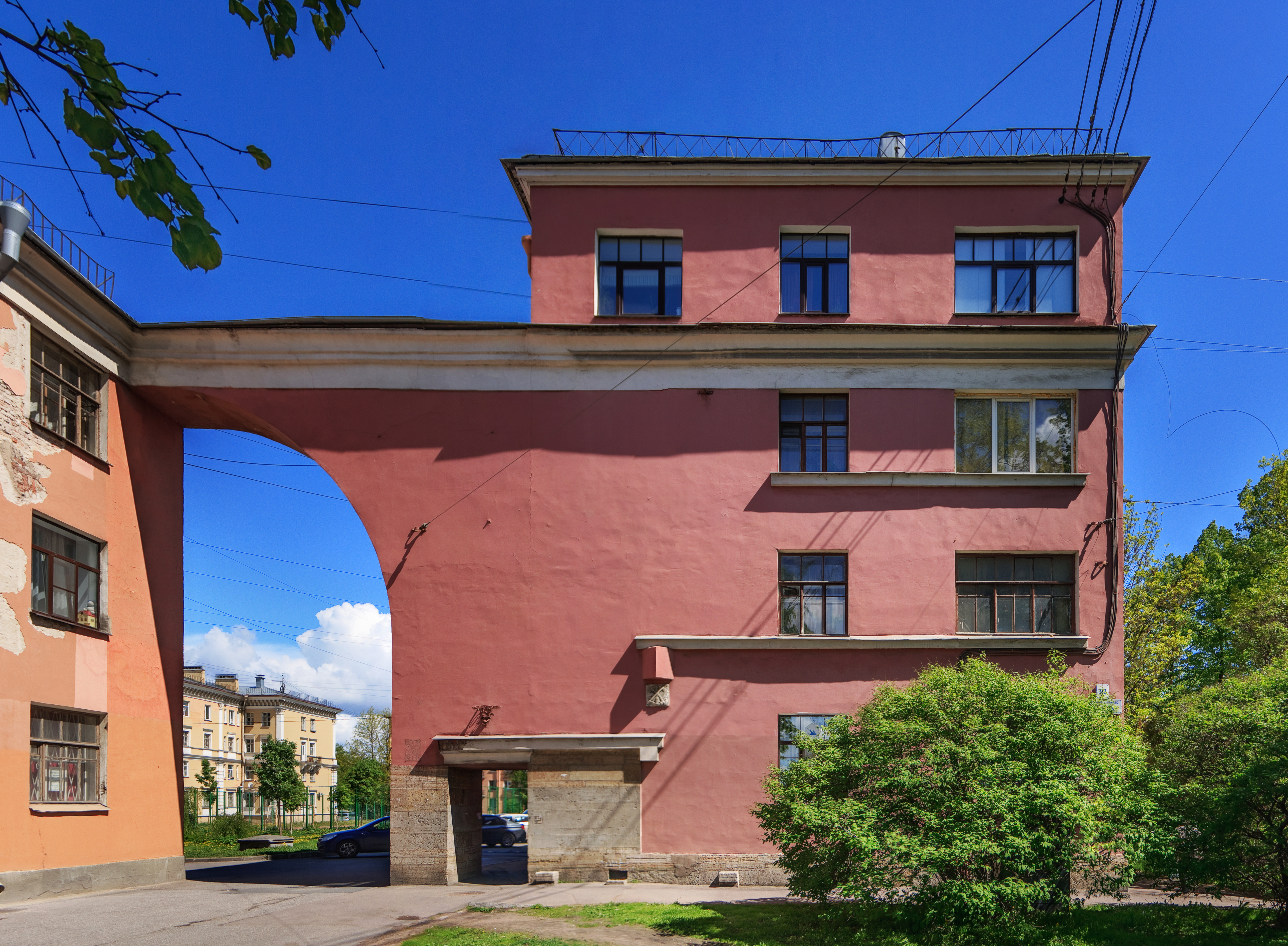
Тракторная улица, 2/8

Входы во дворы выполнены в виде запоминающихся полуарок, соединяющих угловые дома. Форма и группировка балконов крайне разнообразны: они могут быть вкомпонованы в углы, совмещены с лоджиями или состыкованы с выступающими объёмами. Все лестничные клетки выходят на север (чтобы не отнимать свет у жилых комнат), поэтому на северной стороне они выходят во двор, а на южной — на улицу. В последнем случае «весомые пластичные объёмы лестниц организуют крупным ритмом… линию улицы. Эти выступы несимметрично скруглены, в криволинейные поверхности врезаны клинья консольных козырьков». Все подсобные помещения имеют естественное освещение — на фасадах им соответствуют мелкие окна.

Жилмассив на Тракторной улице был первой попыткой типизации жилого строительства. Построенные дома были двух- и трёхсекционными А. И. Гегелло пишет:
По количеству комнат квартиры намечались трёх типов и распределялись следующим образом: квартиры в составе жилой кухни-столовой и двух спален из расчёта заселения их одной семьёй — 20 %; квартиры в три комнаты с отдельной кухней, которые могли быть заселены в случае необходимости двумя семьями — 65 %; квартиры в четыре комнаты с кухней на две семьи — 15 %. При этом площадь жилой кухни-столовой была предусмотрена не менее 20 м², а кухня трёх- и четырёхкомнатных квартир на случай двухсемейного их заселения — не менее 9,1 м². Наименьшая площадь жилой комнаты была определена в 9,1 м² (при ширине комнаты не менее 2,7 м), высота этажа в чистоте — 2,98 м.
 Разумеется, в условиях катастрофической нехватки жилья практически все квартиры стали коммунальными. В кухнях предусматривалось место для ванн, но установлены они не были, поскольку в стране они тогда не производились.
Строгое и лаконичное решение является синтезом двух доминировавших в 1920-е годы стилей: неоклассицизма и конструктивизма. Образцовая застройка Тракторной улицы противопоставлялась домам-колодцам центральной части города. По тем же принципам и теми же архитекторами был построен и так называемый Серафимовский участок.

## Галерея

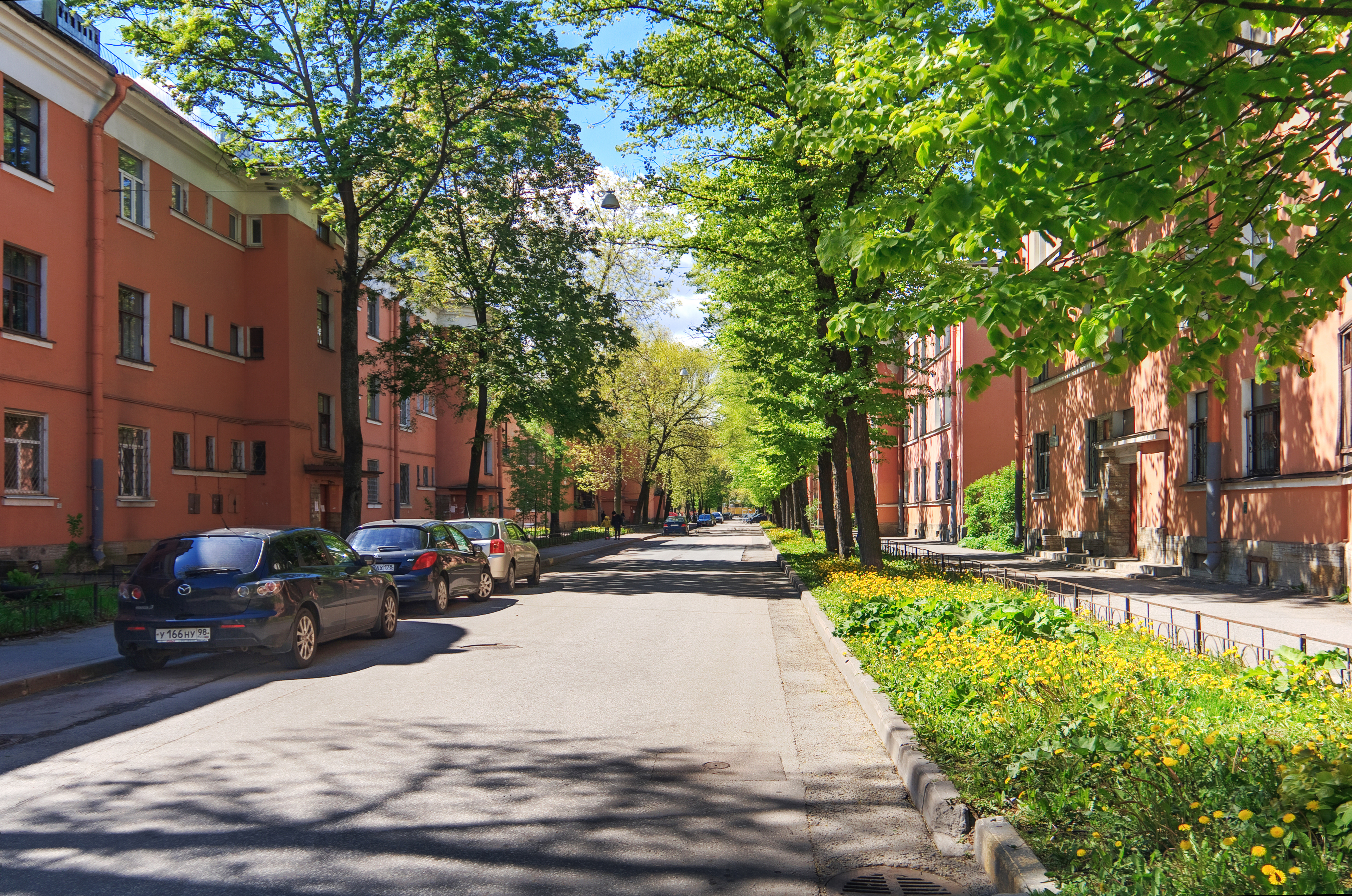
Общий вид
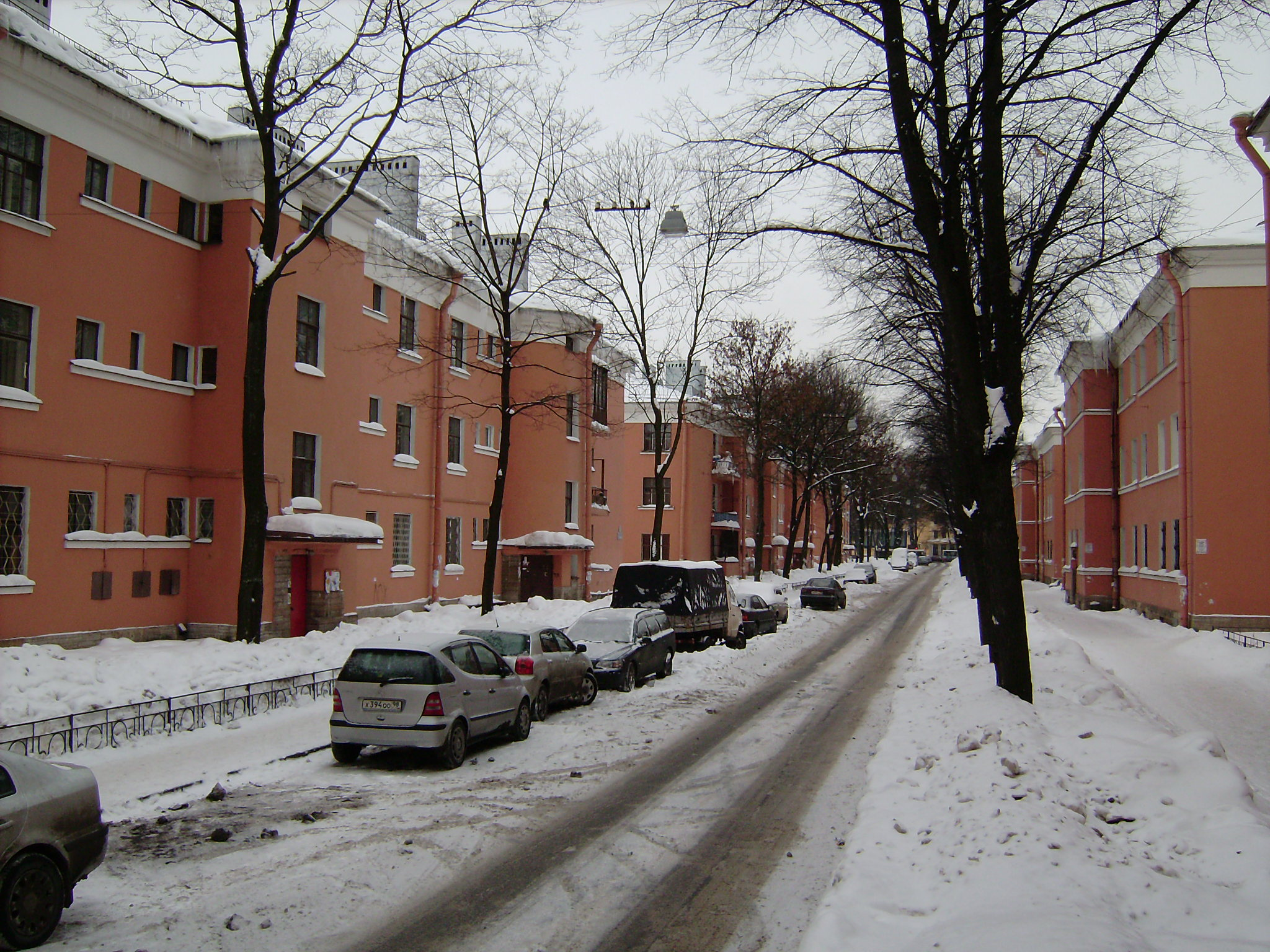
Общий вид
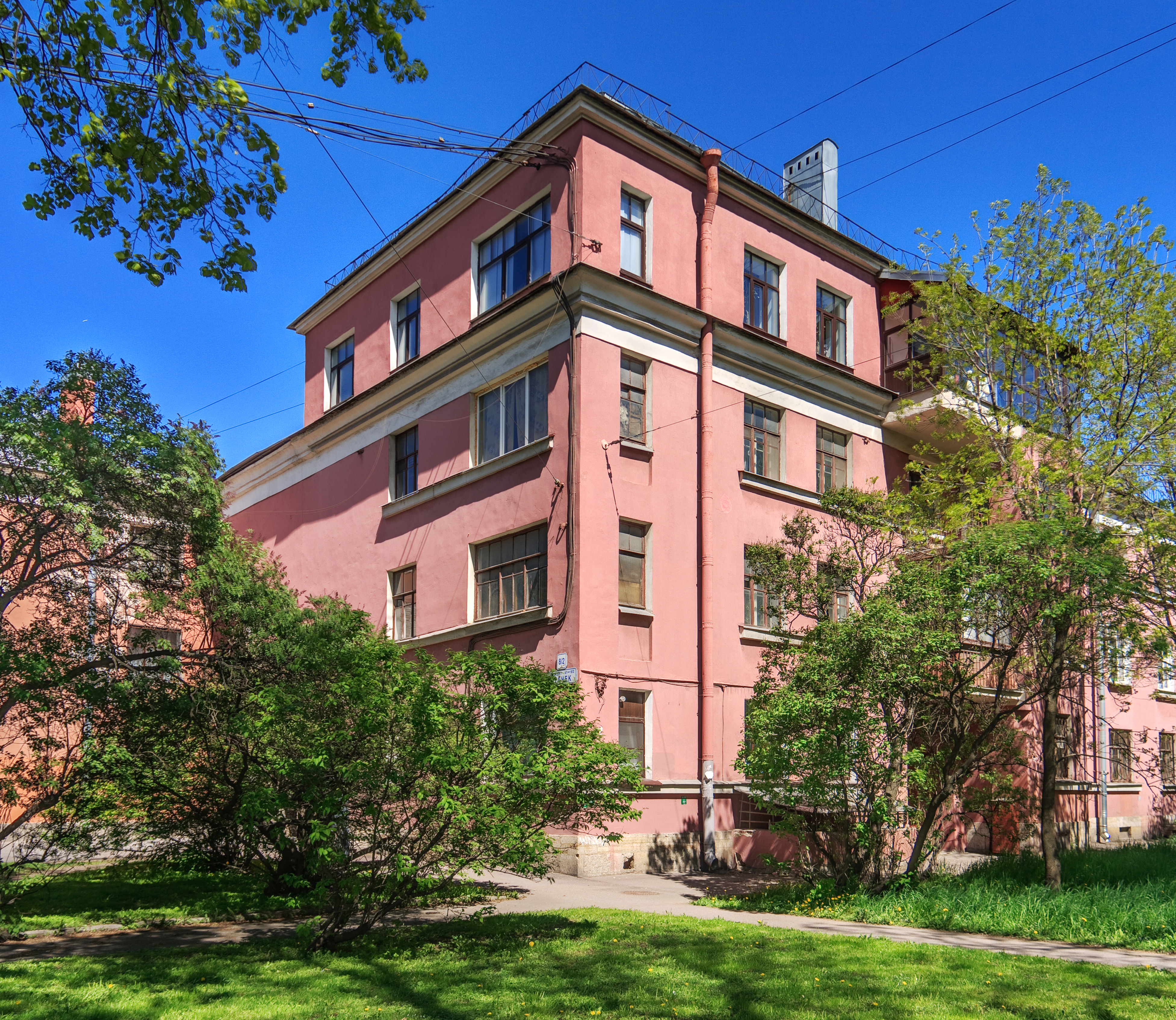
Тракторная, 2/8
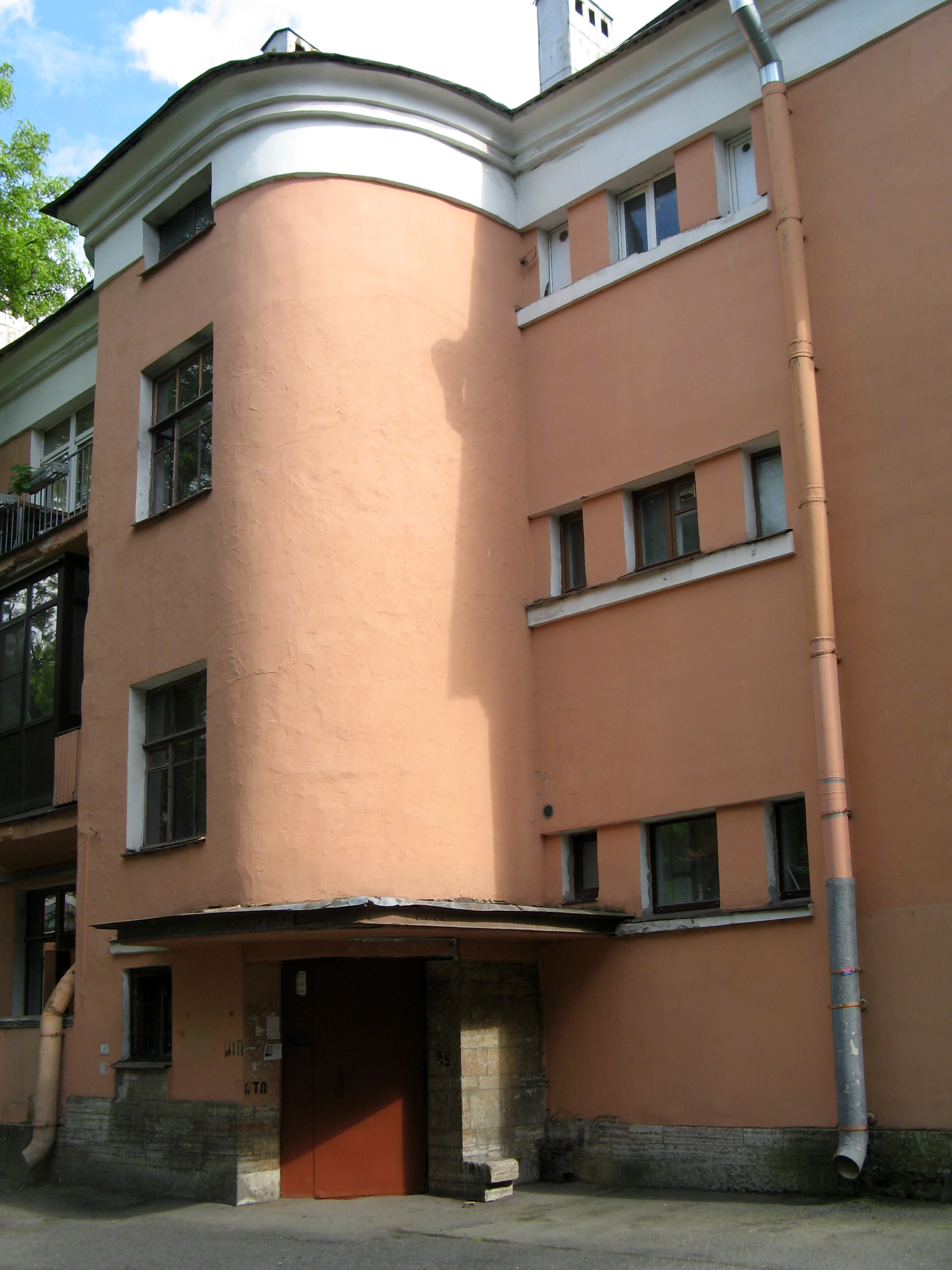
Тракторная, 3